# Milan Radenković
Milan Radenković, srbski general in vojaški zgodovinar, * 20. oktober 1883, Sumrakovac, † 1972.

## Dela
- Taktično-strategijske pouki (1921)
- Strategija (1922)
- Naša taktika (1925)
- Cerska operacija (1953)
- Kolubarska bitka (1959)